# Nicole Pinto
Nicole Pinto(Ciudad de Panamá, Panamá, 22 de octubre de 1995) es una modelo, chica reality y presentadora panameña y campeona de un concurso de belleza que es la primera finalista en Miss Panamá Mundo 2014. Representó a Panamá en Miss Mundo 2014 .

## Biografía
Es la 1° finalista del Miss Panamá 2014. Nicole Pinto participó en la edición número 28 del Miss Latinoamérica que se llevó a cabo el 6 de septiembre de 2014 en el Barceló Bávaro Beach Resort en Punta Cana, República Dominicana, donde compitió con 23 candidatas de diferentes países y donde fue coronada por Julia Guerra de Brasil como Miss Latinoamérica 2014. Sin embargo, el 14 de noviembre de 2014 se hizo pública la decisión de Nicole Pinto, de ceder el título de Miss América Latina 2014, para ser la representante de Panamá en Miss Mundo 2014 tras la destitución de Raiza Erlenbaugh, siendo que Nicole era la finalista del concurso. Miss Panamá Mundo 2014. Representó a Panamá en la edición 64 del certamen Miss Mundo celebrada el 14 de diciembre en el ExCeL London de Londres. en el 2015 participó en el reality de competencia Calle 7 Panamá, en el 2018 participó en el reality de competencia Esto es guerra Panamá. desde el 2022 es presentadora en la mordida.

## Televisión
| Año  | Programa                | Rol          | Canal     |
| ---- | ----------------------- | ------------ | --------- |
| 2015 | Calle 7 Panamá          | Participante | Telemetro |
| 2018 | Esto es guerra (Panamá) | Participante | TVN       |